# Vaso sanguíneo
Un vaso sanguíneo es una estructura hueca y tubular que forma parte del aparato circulatorio y
conduce la sangre impulsada por la acción del corazón. Su función principal es transportar nutrientes, oxígeno y sustancias de desecho. Existen cinco tipos de vasos sanguíneos que ordenados por el recorrido que realiza la sangre desde que sale del corazón hasta que retorna al mismo son los siguientes: arterias, arteriolas, capilares, vénulas y venas. Los vasos sanguíneos que parten del corazón son las arterias y los que vuelven al corazón reciben el nombre de venas.

## Tipos de vasos sanguíneos

Esquema de venas, arterias y capilares sanguíneos.

Los vasos sanguíneos se clasifican en cinco grupos:

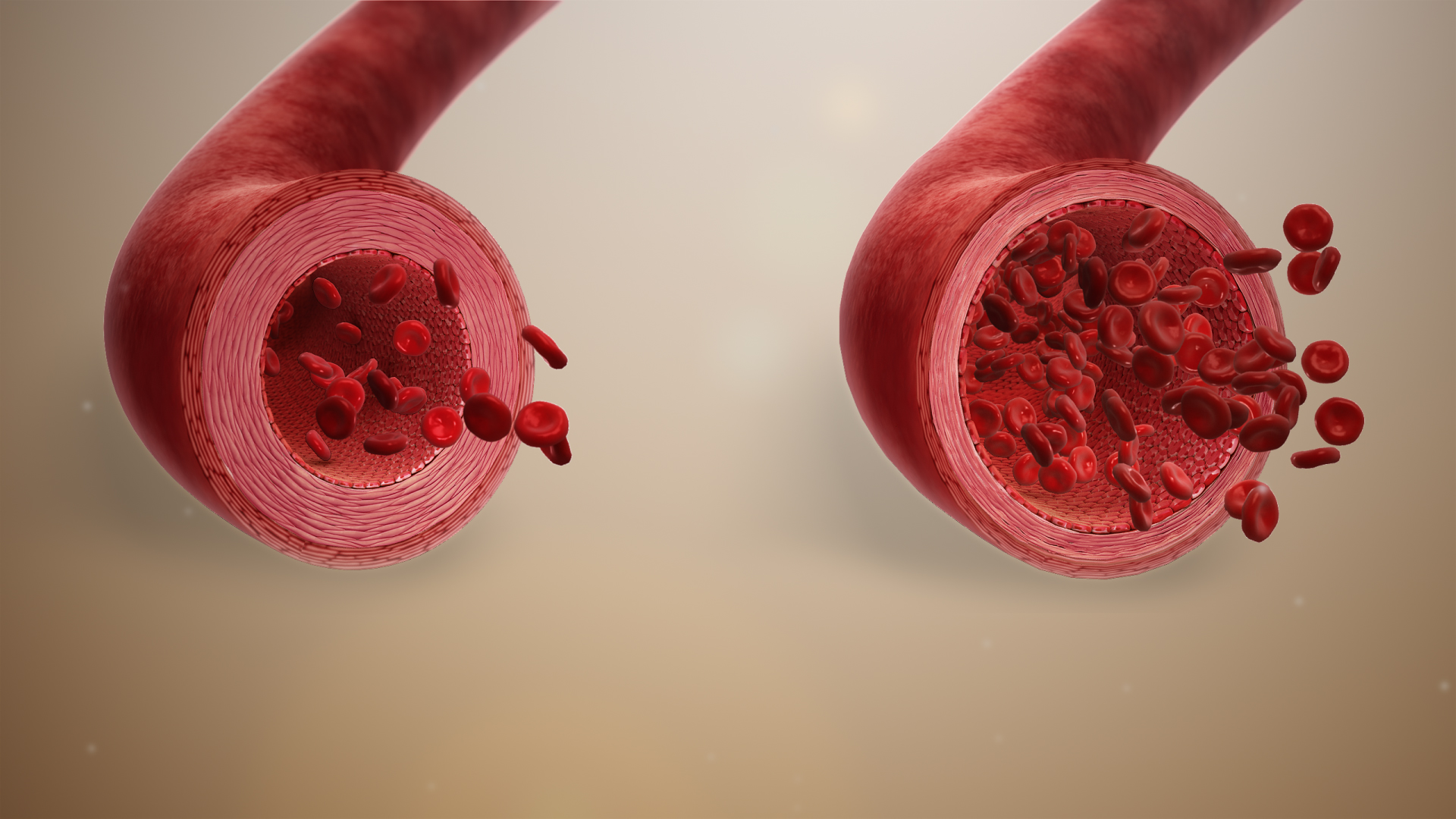
A la izquierda se representa un vaso sanguíneo en situación normal y a la derecha tras el proceso de vasodilatación por la relajación del músculo liso de su pared

- Las arterias son las encargadas de llevar la sangre desde el corazón a los órganos. Las arterias de la circulación general o sistémica  transportan sangre rica en oxígeno y pobre en dióxido de carbono. Las arterias de la circulación pulmonar como las arterias pulmonares, transportan sangre pobre en oxígeno y rica en dióxido de carbono. Son ligeramente elásticas, pues deben soportar mucha presión. Sus paredes contienen músculo liso que se extiende de forma circular alrededor de la luz, lo que les permite contraerse (vasoconstricción) y dilatarse (vasodilatación) para controlar la presión arterial y la cantidad de sangre que llega a los órganos. La mayor arteria del organismo, la arteria aorta, mide 25 mm de diámetro en una persona adulta. Las paredes de la aorta y las arterias principales contienen grandes cantidades de elastina, lo que les confiere la capacidad de expandirse de forma pasiva para adaptarse al aumento de flujo sanguíneo cuando se produce la contracción ventricular.[1]
- Las arteriolas son el resultado de las ramificaciones de las arterias, sus paredes están formadas por diferentes capas como en las arterias, contiene fibras elásticas y músculo liso. De las arteriolas surgen vasos aún más pequeños que se llaman metarteriolas, cada una de ellas abastece de sangre a entre 10 y 100 capilares. La metarteriola termina en un vaso llamado conducto preferencial, el cual desemboca directamente en una vénula y por lo tanto se salta el lecho capilar.

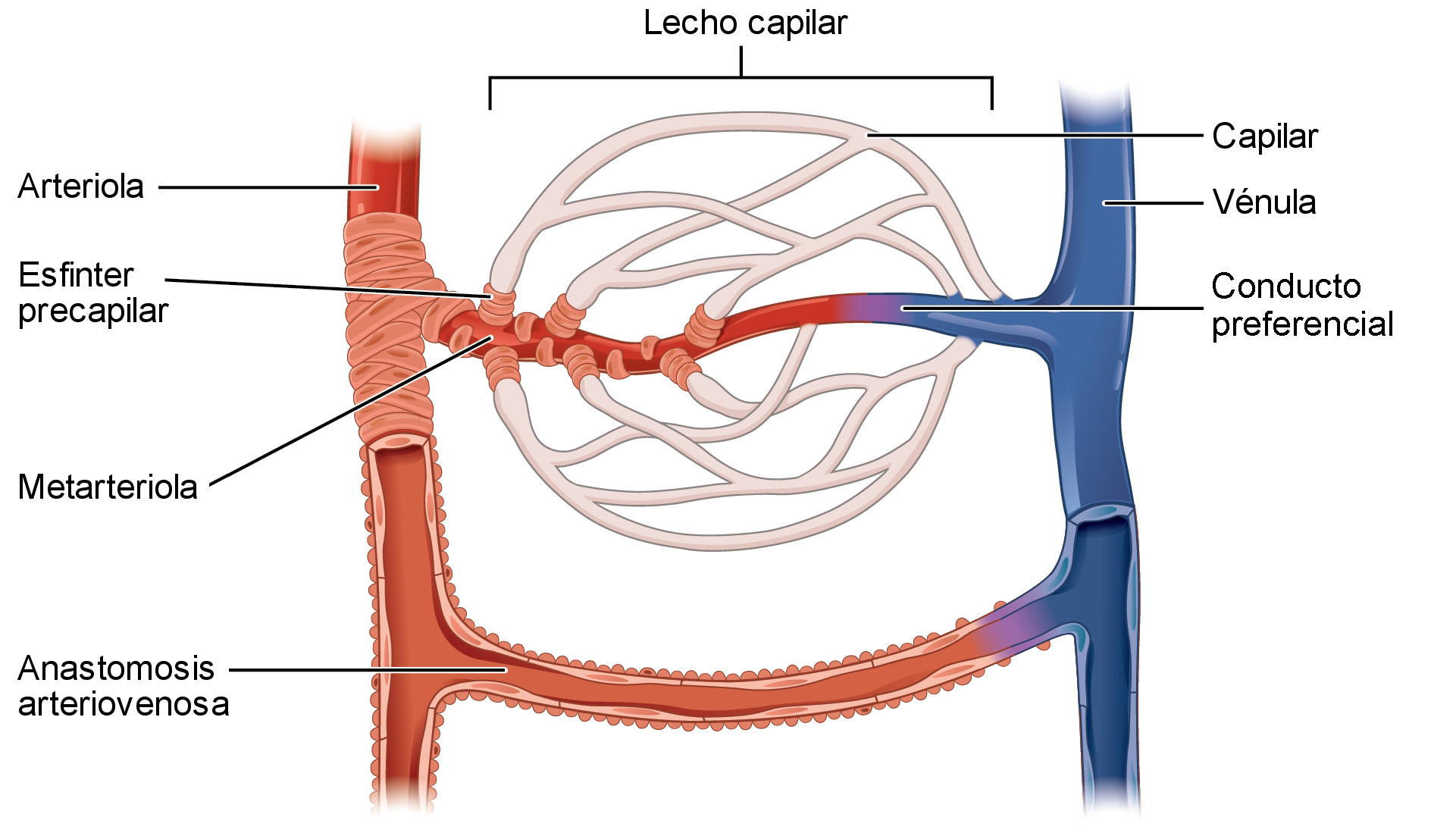

- Los capilares son vasos de paredes muy finas que comunican las arteriolas con las vénulas. Miden por término medio 1 mm de largo y entre 5 y 10 micras de diámetro. A través de la pared del capilar se produce el intercambio de oxígeno, dióxido de carbono y sustancias nutritivas entre la sangre y los tejidos.[2]
- Las vénulas son las que recogen la sangre de los capilares. Cuando las vénulas se van uniendo van formando las venas. Poseen las mismas capas que las venas: la túnica externa o adventicia, la capa media y la íntima o endotelio.
- Las venas llevan la sangre desde los órganos y los tejidos hacía el corazón. Muchas venas, sobre todo las situadas en los miembros, poseen válvulas unidireccionales que impiden el retroceso de la sangre. Las venas de la circulación general traen sangre pobre en oxígeno de todas las regiones del cuerpo a la aurícula derecha del corazón.  Las venas pulmonares transportan sangre oxigenada desde los pulmones a la aurícula izquierda del corazón. Las dos venas más grandes del organismo son las venas cavas, la vena cava superior, procedente de la cabeza y la parte superior del cuerpo, y la vena cava inferior, procedente de la parte inferior del cuerpo. Pueden llegar a medir hasta 25 mm de anchura, aunque con unas paredes mucho más finas que las de la arteria aorta.

## Estructura
La pared de las arterias y las venas está formada por tres capas de tejido que se disponen de forma concéntrica:
- Túnica íntima: es la capa más interna y está en contacto directo con la sangre. La forma un endotelio, su lámina basal y tejido conectivo subendotelial laxo.
- Túnica media: es la capa más gruesa, en las arterias está bastante más desarrollada que en las venas, y prácticamente no existe en los capilares. Está formada por capas concéntricas de células musculares lisas entre las cuales se interponen cantidades variables de elastina, fibras reticulares y proteoglucanos.
- Túnica adventicia: es la capa más externa, está formada por  fibras de colágeno y fibras elásticas. Varía de espesor desde relativamente fino en la mayor parte del sistema arterial hasta bastante grueso en las vénulas y venas, donde representa el principal componente de la pared del vaso. Por la túnica adventicia circulan los vasa vasorum que irrigan a los vasos sanguíneos de gran calibre como la arteria aorta.
- Lúmen : usualmente denominado luz, es el espacio interior de una estructura tubular, como en una arteria o intestino.

## Estructura de la pared de los vasos del aparato circulatorio

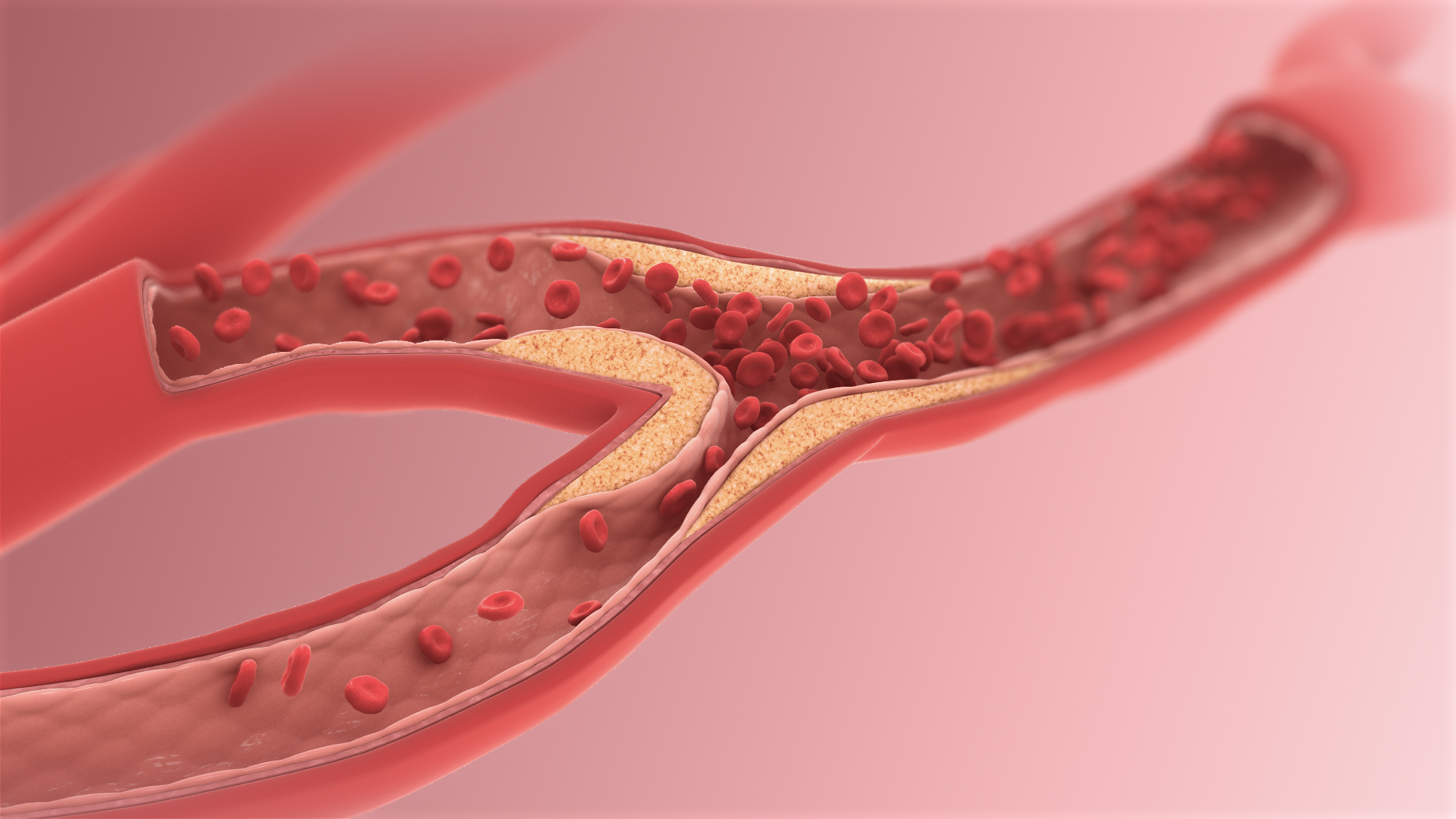
Sangre circulando por una arteriola.

- Las arterias son los vasos que tienen la pared más gruesa, formada por tres capas: una interior o íntima, formada por el tejido denominado endotelio, una intermedia, con muchas células de músculo liso y fibras elásticas, y una exterior o adventicia, con fibras de colágeno y elásticas.
- La pared de las venas tiene las mismas capas que las arterias, pero es mucho más delgada,  sobre todo la capa muscular. Por las venas circula la sangre que vuelve al corazón a una presión más baja que la que circula por las arterias sistémicas. A lo largo de su recorrido, sobre todo en las extremidades inferiores, tienen válvulas que impiden el retroceso de la sangre.
- Los vasos capilares son los más finos y su pared está formada solo por una capa de células endoteliales. Los capilares comunican las ramificaciones terminales de las arterias, denominadas arteriolas, con las primeras ramificaciones que darán lugar a las venas, llamadas vénulas. El diámetro de los capilares permite justo el paso de las células sanguíneas alineadas.
- Los vasos linfáticos no son vasos sanguíneos porque en lugar de sangre transportan linfa. Se originan en los capilares linfáticos, situados en los mismos territorios que los capilares sanguíneos, luego se van agrupando para formar vasos más gruesos, que tienen paredes ricas en tejido conectivo y válvulas en su interior para evitar el reflujo del líquido linfático y, por último, se reúnen en dos grandes conductos denominados conducto torácico y conducto linfático derecho. En el trayecto de los vasos linfáticos se encuentran los ganglios linfáticos que son pequeñas acumulaciones de tejido linfático que atraviesa la linfa en su camino hacia el sistema venoso.[3]

## Enfermedades
Diferentes enfermedades pueden afectar a los vasos sanguíneos, entre ellas las siguientes.
- Vasculitis. No es una enfermedad única, sino un conjunto de entidades que se caracterizan por la existencia de un proceso inflamatorio que afecta a la pared del vaso.
- Ateroesclerosis. Se caracteriza por la formación de placas en las paredes de las arterias de calibre grande y mediano. Progresivamente se produce dificultad para el paso de la sangre por estenosis, pudiendo llegar a la oclusión completa.

## Mito sobre la longitud de los vasos sanguíneos
Existe una creencia popular de que, si se alinearan todos los vasos sanguíneos de una persona promedio, podrían rodear la Tierra dos veces. Este mito ha circulado durante años en diversos medios y publicaciones. Sin embargo, en un artículo de 2022, se desmintió esta afirmación al recalcular la longitud de los vasos humanos. Los científicos estimaron que, aunque el sistema circulatorio es extenso, su longitud total está entre 9,000 y 19,000 kilómetros, lejos de lo necesario para rodear el planeta incluso una sola vez. La confusión podría surgir de una mala interpretación de los datos sobre la longitud total de los capilares y otros vasos menores, que, aunque suman una gran distancia, no resultan en esa escala.